# Cala Ginepro
Cala Ginepro è una località sulla costa orientale della Sardegna, all'estremità settentrionale del Golfo di Orosei. Affacciata direttamente sul mare, dista 12 km da Orosei.

## Territorio
Cala Ginepro è adiacente alla spiaggia di Sa Curcurica, da cui è visibile la foce che segna il confine a sud dell'Oasi Naturalistica di Biderosa. 
Nel 1950 iniziarono anche a Orosei i lavori - finanziati dalla Regione e dalla Cassa del Mezzogiorno - per adempiere alla Legge sulla bonifica integrale del 1933, con interventi di piantumazione delle coste per la riduzione del surrenamento e la protezione dei terreni agricoli più vicini al mare. Come nel resto della costa oroseina, anche le pinete di Cala Ginepro sono caratterizzate da Pinus pinea non autoctono, che ha creato un nuovo ecosistema. Per questa ragione le pinete, prima inesistenti, necessitano di continua manutenzione.
La macchia mediterranea che caratterizza questa zona della Sardegna è composta principalmente da ginepri, pini domestici, pini d'Aleppo ed eucaliptus, così come da arbusti quali ad esempio il lentischio, le ginestre, il cisto bianco e rosa, il corbezzolo, il mirto e molte altre specie endemiche.
Le dune e le spiagge antistanti Cala Ginepro sono parte del SIC di Berchida-Biderosa e della rete Natura 2000, volta alla protezione di aree naturalistiche, nonché delle specie e degli habitat di 28 paesi in tutta Europa.